# Das Böse III
Das Böse III ist ein US-amerikanischer Horrorfilm mit Science Fiction Elementen aus dem Jahre 1994 und nach Phantasm II die Fortsetzung von Phantasm. Wie in den vorherigen Teilen der Reihe führte Don Coscarelli Regie. Während im zweiten Teil James LeGros die Rolle des Mike Pearson spielte, wird er nun wieder von A. Michael Baldwin gespielt, der schon im ersten Teil die Rolle übernahm. Der Tall Man wurde wieder von Angus Scrimm verkörpert. In Deutschland kam der Film nicht in die Kinos und wurde ab September 1994 auf VHS vermarktet.

## Handlung
Die Handlung des Films beginnt genau da, wo der zweite Teil aufhörte. Liz und Mike sitzen zusammen mit dem Tall Man, einem Riesen, der Leichen schrumpft und zum Leben erweckt, um sie dann in einer anderen Dimension zu versklaven, im Auto, und Reggie wird aus dem Wagen geworfen. Auf einmal bewegt sich der erst für tot gehaltene Reggie und steht auf. Er wird von einer geschrumpften Leiche angegriffen, die er aber töten kann. Liz wird jedoch von den geschrumpften Leichen getötet. Der Tall Man will nun Mike entführen, aber Reggie droht dem Tall Man damit, sich selbst und Mike mit einer Granate in die Luft zu sprengen. Da der Tall Man Mike lebend will, entschließt er sich zu gehen und zu warten.
Da Mike verletzt wurde, wird er ins Krankenhaus gebracht, wo er eine Nahtoderfahrung hat, in der er seinen Bruder Jody trifft, der im ersten Teil verstorben ist. Mike erwacht, als er von einer Zombie-Krankenschwester angegriffen wird, die eine Sphere, eine silberne Kugel, aus der Waffen und andere Gegenstände herausschießen können, im Kopf hat, die sie steuert. Reggie kann rechtzeitig kommen und die Krankenschwester töten.
Später, als Reggie und Mike wieder daheim sind, erscheint Jody. Mike ist völlig verwirrt, da er seinen für tot geglaubten Bruder vor sich hat. Es stellt sich heraus, dass Jody in einer Sphere gefangen ist und seine Gestalt von der eines Menschen zu der einer Sphere wechseln kann. Als plötzlich der Tall Man erscheint, verwandelt sich Jody in eine Sphere und will den Tall Man angreifen. Letzterer ist davon aber wenig beeindruckt und bringt Jody zum Glühen, bis er auf den Boden fällt. Danach entführt der Tall Man Mike. Der geschwächte Jody, der immer noch die Gestalt einer Sphere hat, murmelt das Wort „Holtsville“.
Reggie findet heraus, dass Holtsville eine verlassene Stadt ist, in der sich das größte gotische Mausoleum der Vereinigten Staaten befindet und in der der Tall Man alle Bewohner getötet und in Schrumpfleichen verwandelt hat. Reggie fährt zusammen mit der „Jody-Sphere“ dorthin. Dort trifft Reggie auf eine Gaunerbande bestehend aus der verführerischen Edna, dem draufgängerischen Rufus und Henry. Die drei stehlen seinen Wagen und sperren ihn in den Kofferraum. Nun suchen sich die drei Gauner ein Haus, in dem sie wohnen können. Sie werden schnell fündig, als sie ein großes Haus finden, das scheinbar verlassen ist. Aber in dem Haus wohnt ein kleiner Junge namens Tim, der eine Menge Waffen besitzt. Er tötet die drei Gauner und befreit Reggie aus dem Kofferraum. Tim erzählt Reggie, dass der Tall Man seine Eltern und die restlichen Bewohner der Stadt getötet hat. Reggie nimmt Tim mit und sucht gemeinsam mit ihm nach dem Tall Man und Mike.
Im Mausoleum treffen die beiden die afroamerikanischen Soldatinnen Rocky und Tanesha. Tanesha wird von einer Sphere getötet, die sich in ihren Kopf bohrt. Tim kann die Sphere mit einer Pistole zerschießen, da er sehr gut mit Waffen umgehen kann. Reggie und Tim nehmen Rocky mit.
Reggie findet Rocky sehr attraktiv, aber seine Anmachversuche scheitern bei ihr. Eines Nachts bewegt sich die „Jody-Sphere“ und Jody dringt in Reggies Träume ein. Reggie träumt gerade, dass er Analverkehr mit Rocky hat und wird dabei nun von Jody gestört. Reggie folgt Jody und wird von diesem zum Versteck des Tall Man und somit zu Mike geführt. Sie befreien Mike und können dem Tall Man nach einer kurzen Verfolgungsjagd entkommen.
Nun folgen die drei der Fährte des Tall Man bis zu der Stadt Boulton. Als sie an der Leichenhalle von Boulton ankommen, finden sie eine Einfrieranlage, welche Mike daran erinnert, dass der Tall Man keine Kälte verträgt. Mike lässt die „Jody-Sphere“ in sein Unterbewusstsein eindringen und erfährt, dass der Tall Man die Gehirne der geschrumpften Leichen in die Spheren steckt, wodurch die Spheren gesteuert werden. Die geschrumpften Leichen braucht der Tall Man, um eine Armee zusammenzustellen, mit der er fremde Universen erobern will. Der Tall Man spürt auf einmal Mikes Anwesenheit und fesselt ihn auf eine Bahre.
In der Zwischenzeit werden Reggie, Rocky und Tim von Edna, Rufus und Henry angegriffen, die vom Tall Man zum Leben erweckt wurden und nun Zombies sind. Schließlich können sich Reggie und Rocky mit Hilfe eines Nunchakus den drei Zombies entledigen. Tim wurde aber vom Tall Man ebenfalls auf eine Bahre gefesselt.
Der Tall Man will Mike inzwischen klarmachen, dass er erkennen soll, wer er wirklich ist. Wie es scheint ist Mike nämlich kein Mensch. Tim wird von der „Jody-Sphere“ befreit und kann zu Mike gelangen. Mike redet wirres Zeug und sagt zu Tim „Es gibt noch tausende davon.“ Tim wird daraus nicht schlau und Mike stellt plötzlich fest, dass sich etwas Metallisches unter seiner Haut befindet und er hat genau wie der Tall Man gelbes Blut.
Reggie und Rocky können den Tall Man nun in eine Gefrierkammer sperren, wo dieser steifgefriert. Mike hat auf einmal silberne Augäpfel und muss wegen der starken Kälte im Mausoleum nach draußen. Reggie geht ihm nach, aber Mike weist ihn an fernzubleiben.
Am Ende geht Reggie wieder zurück in die Leichenhalle zu Tim, wo dieser feststellt, dass der Tall Man entkommen ist. Als er es Reggie mitteilen will, sieht er, dass dieser von Spheren an der Wand festgehalten wird. Reggie sagt Tim, dass der weglaufen soll und, dass es vorbei ist, doch plötzlich erscheint der Tall Man und beendet den Film mit dem Satz „Es ist niemals vorbei!“

## Kritik
- Das Lexikon des internationalen Films schreibt: „Auf die Fangemeinde hin gediegen inszenierter Horrorfilm, der sich um Kontinuität in der Handlungsführung bemüht.“[2].

- Die New York Times nennt diesen Teil der Serie den schwächsten von allen. Der Kritiker lobte die Spezialeffekte, jedoch beantworte der Film alle falschen Fragen und keine der richtigen.[3]

## Fassungen
Neben der ungeschnittenen Fassung von Phantasm III, die FSK-ungeprüft war, wurde in Deutschland eine um ca. eine Minute geschnittene Fassung veröffentlicht. Diese Fassung bekam von der Freiwillige Selbstkontrolle der Filmwirtschaft eine Freigabe ab 18 Jahren.
Nach einer Neuprüfung durch die FSK wurde die ungeschnittene Fassung im März 2018 ab 16 Jahren freigegeben.